# Giải Primetime Emmy lần thứ 67
Giải Primetime Emmy lần thứ 67 nhằm vinh các chương trình truyền hình xuất sắc ở trong và ngoài nước Mỹ từ 1 tháng 6 năm 2014 đến 31 tháng 5 năm 2015, được tổ chức bởi Viện Hàn lâm Khoa học và Nghệ thuật Truyền hình. Buổi lễ sẽ được tổ chức vào Chủ Nhật 20 tháng 9 năm 2015 tại Nhà hát Microsoft tại Los Angeles, California, và sẽ được phát sóng trên kênh Fox. Nam diễn viên Andy Samberg sẽ đứng ra tổ chức chương trình này lần đầu tiên. Các đề cử đã được công bố vào 16 tháng 7 năm 2015.
Buổi lễ trao Giải Nghệ thuật Sáng tạo đã được tổ chức vào 12 tháng 9 năm 2015 và được chiếu trên đài FXX vào ngày 19 tháng 9.
Game of Thrones đã thiết lập một kỷ lục mới khi thắng tới 12 giải chỉ trong một đêm, còn Viola Davis trở thành diễn viên da màu đầu tiên đoạt Giải Emmy cho nữ chính phim chính kịch xuất sắc nhất trong lịch sử.

## Nội dung thắng giải
Tên phim và người chiến thắng được in đậm.

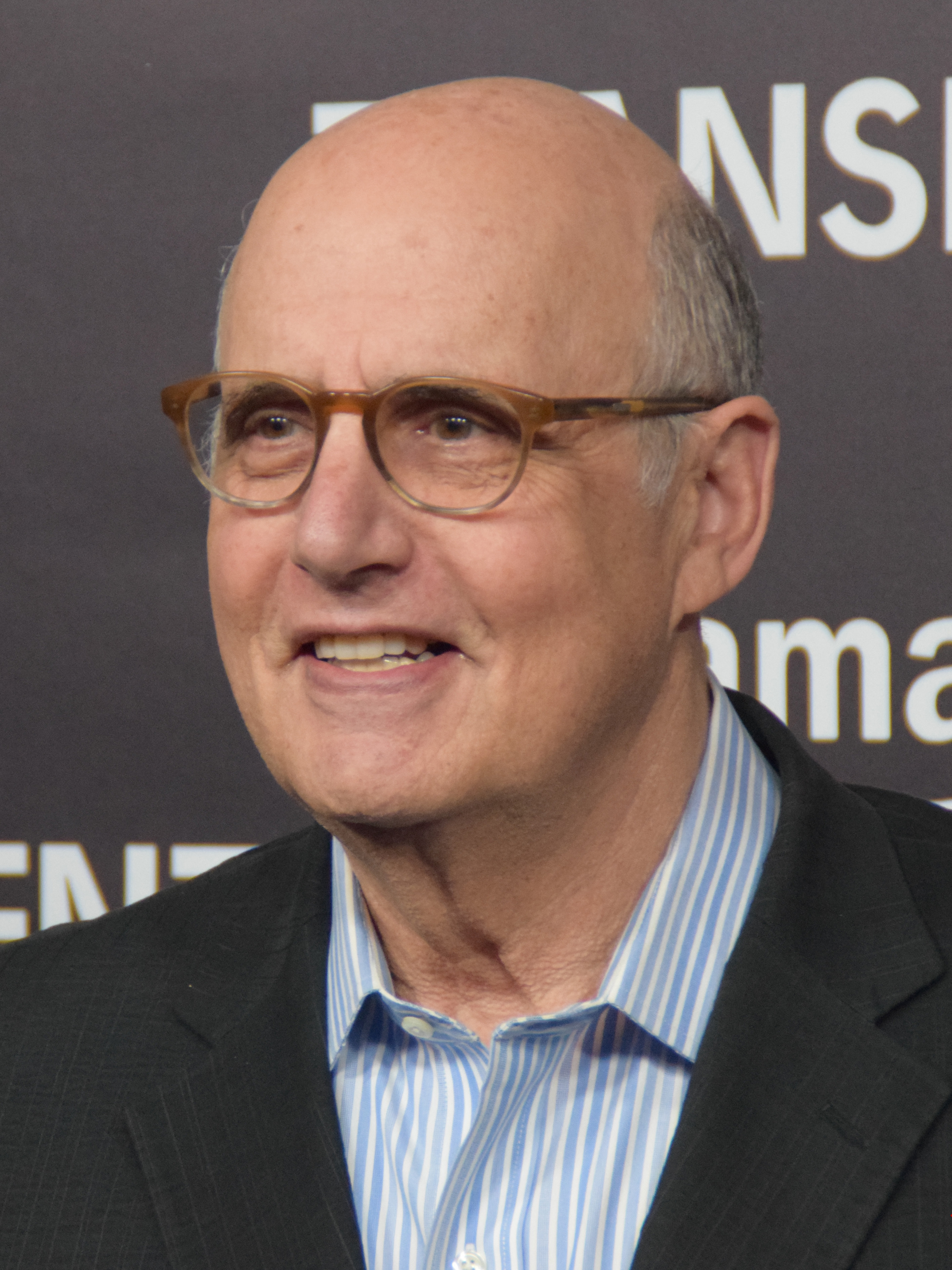
Jeffrey Tambor, người thắng giải Emmy cho nam chính phim hài kịch xuất sắc nhất

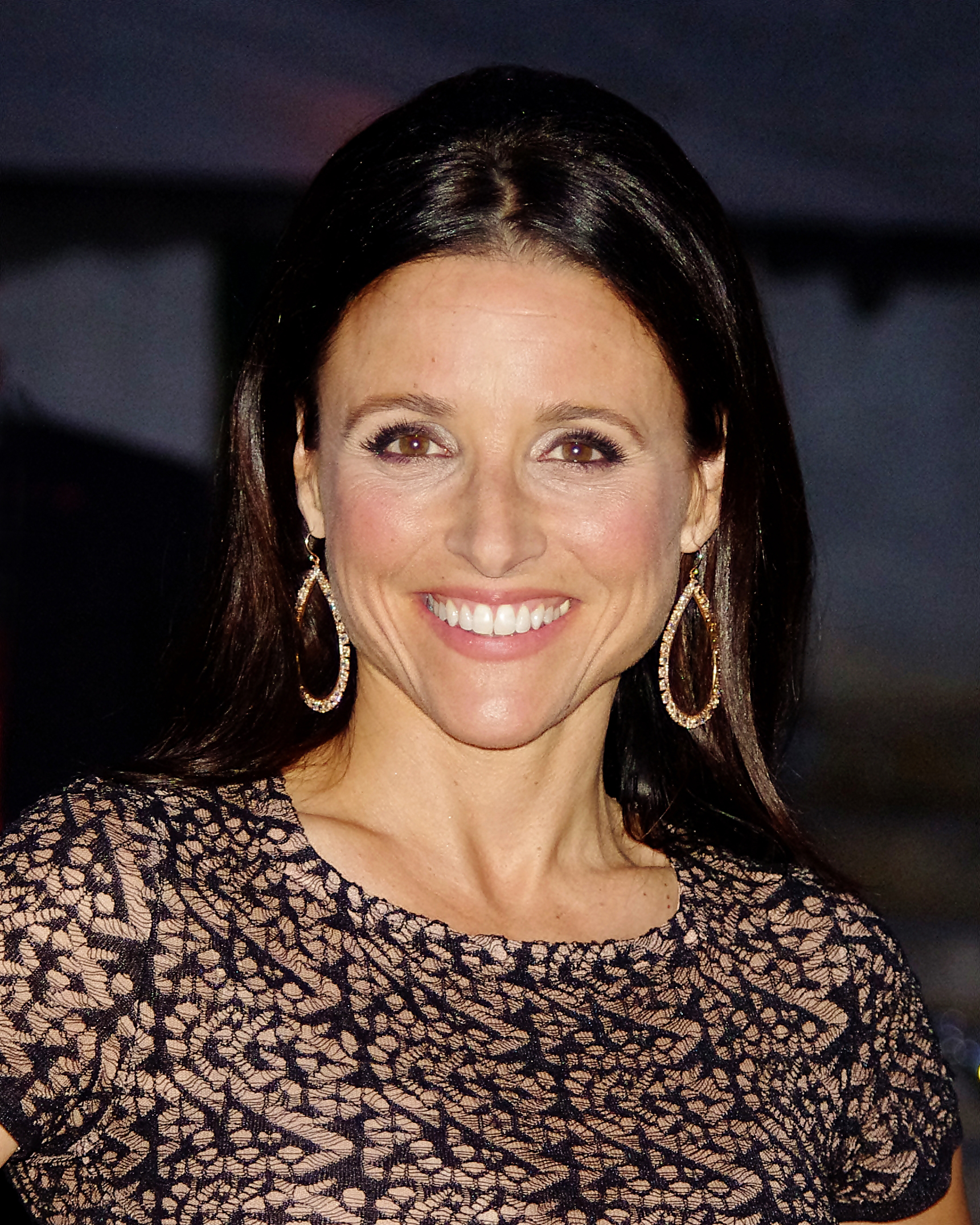
Julia Louis-Dreyfus, người thắng giải Emmy cho nữ chính phim hài kịch xuất sắc nhất

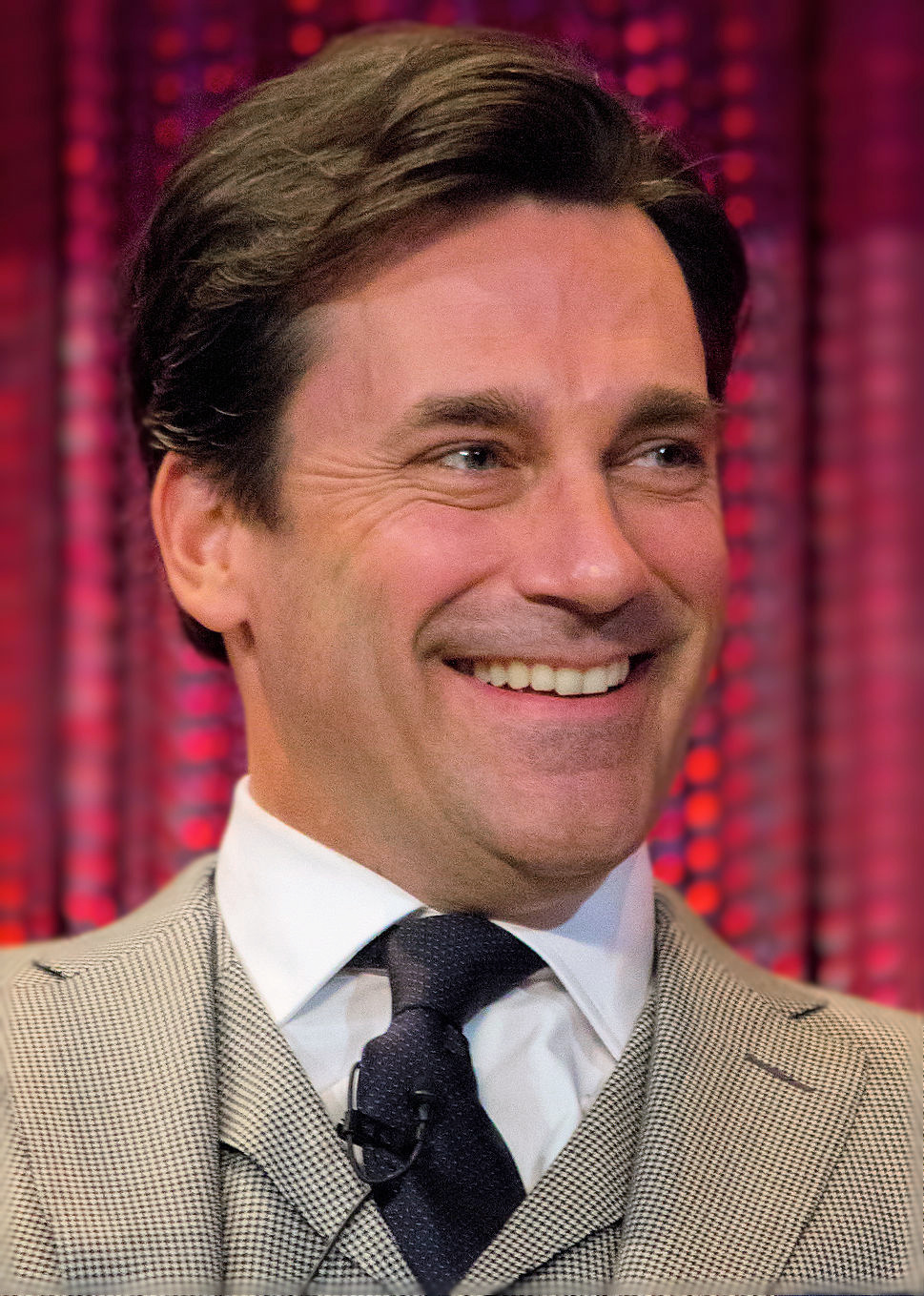
Jon Hamm, người thắng giải Emmy cho nam chính phim chính kịch xuất sắc nhất

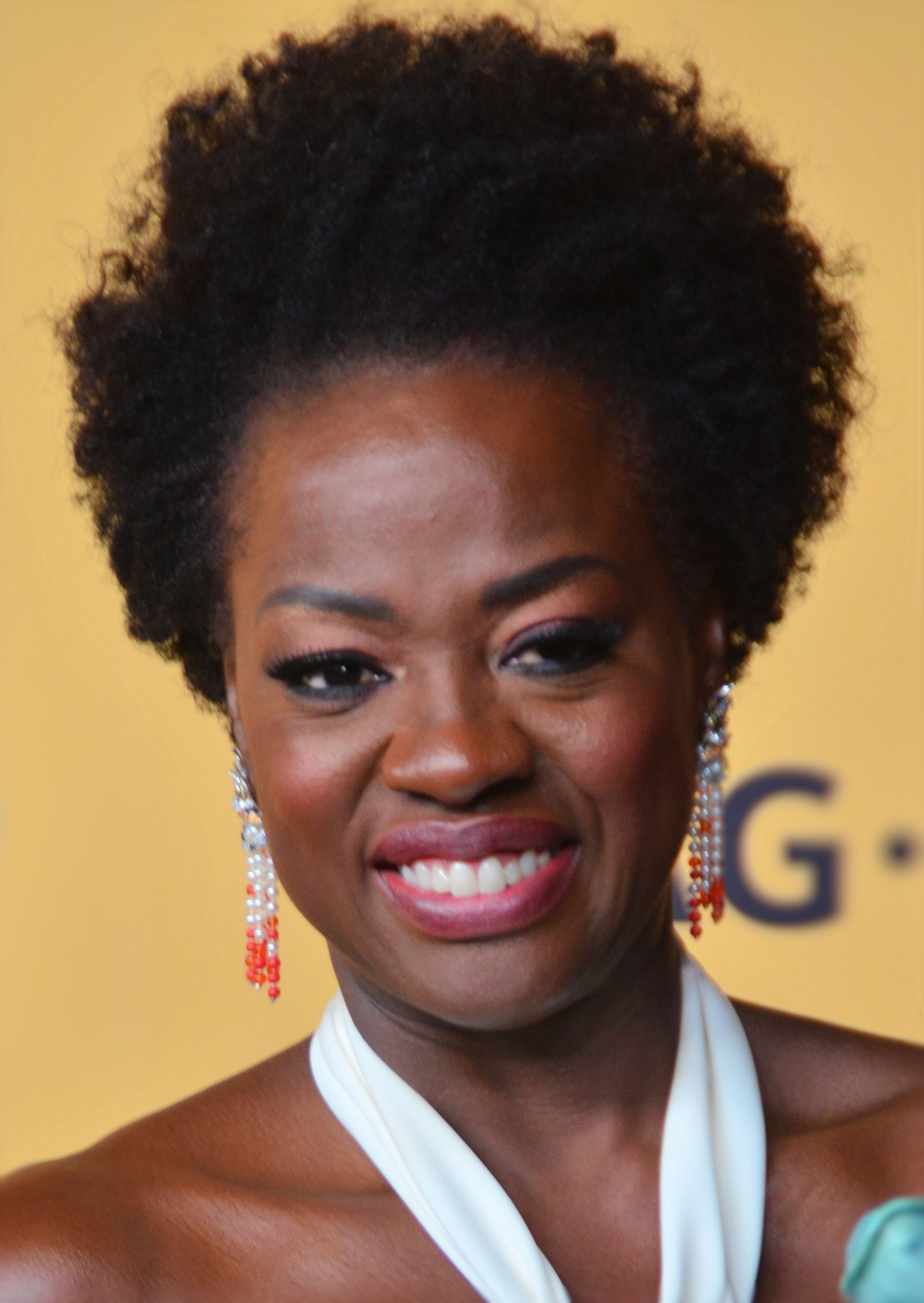
Viola Davis, người thắng giải Emmy cho nữ chính phim chính kịch xuất sắc nhất

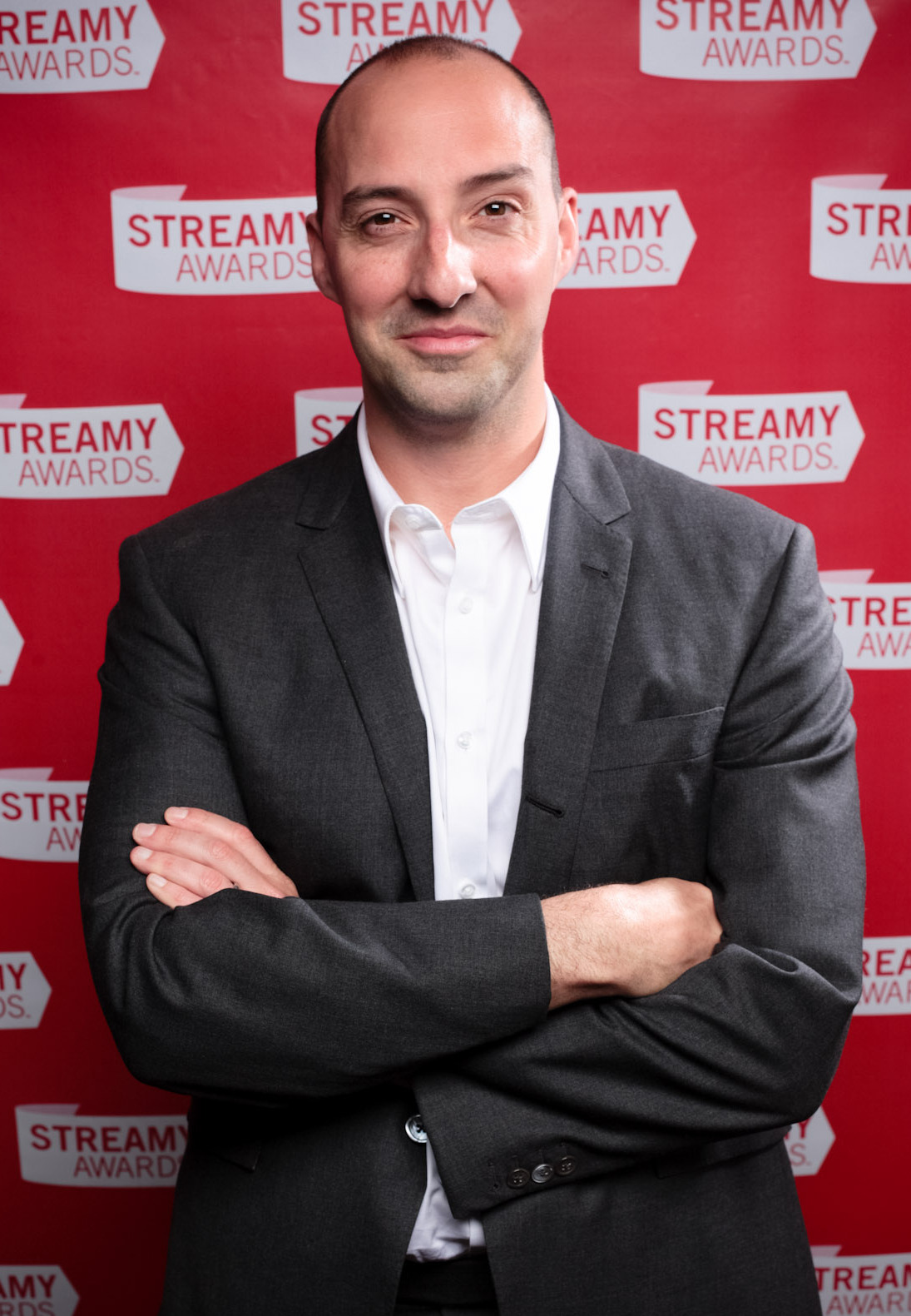
Tony Hale, người thắng giải Emmy cho nam phụ phim hài kịch xuất sắc nhất

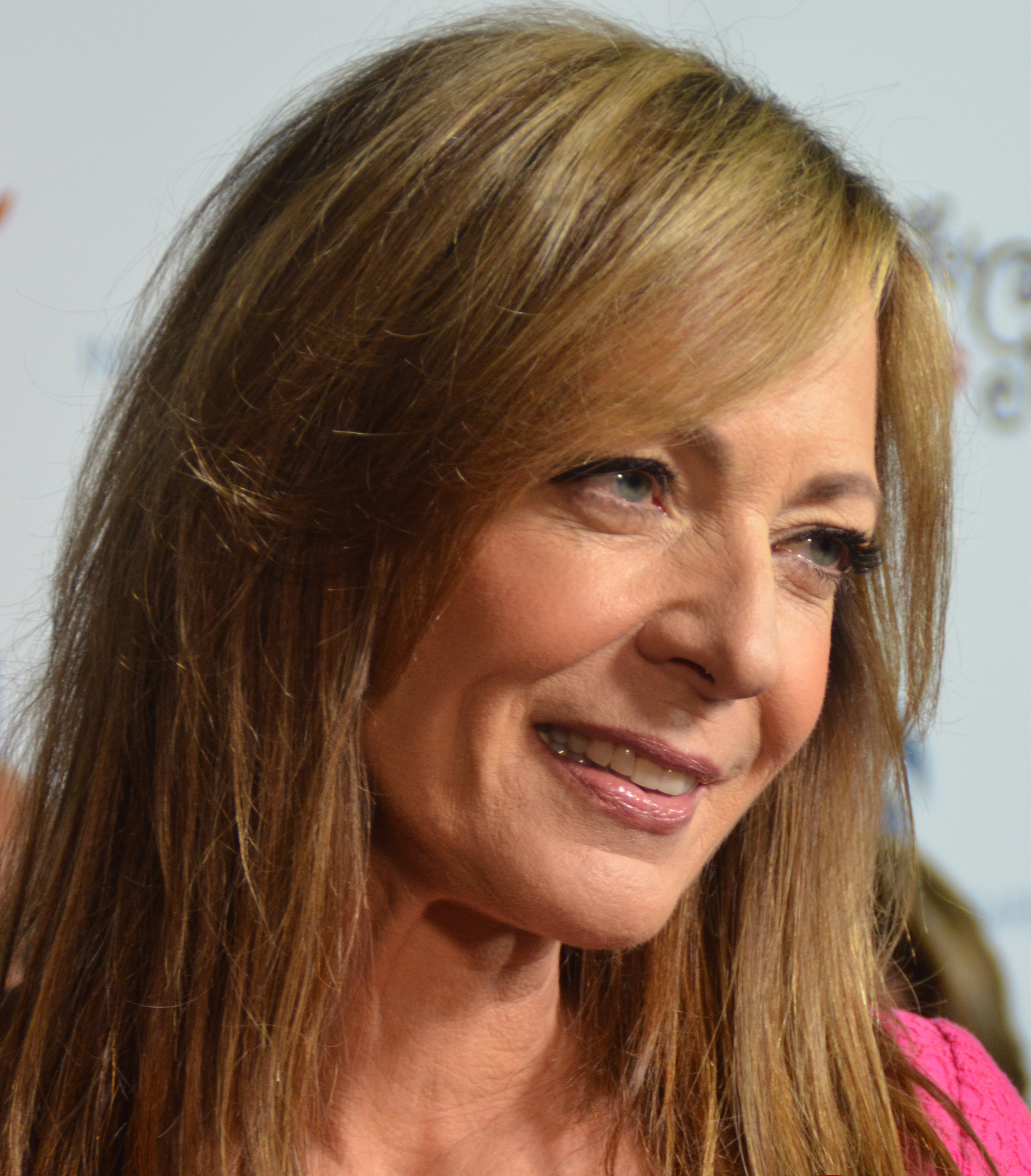
Allison Janney, người thắng giải Emmy cho nữ phụ phim hài kịch xuất sắc nhất

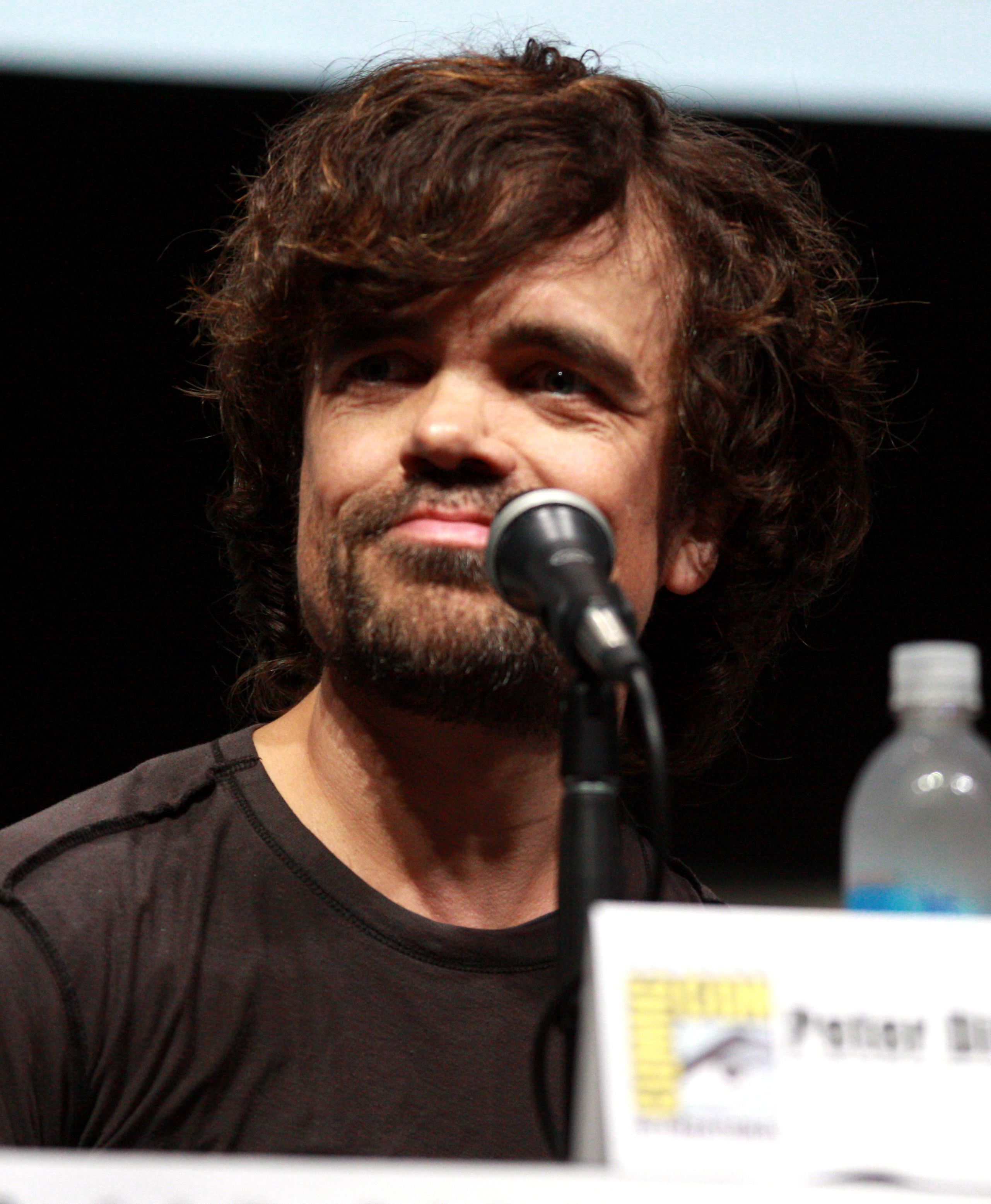
Peter Dinklage, người thắng giải Emmy cho nam phụ phim chính kịch xuất sắc nhất

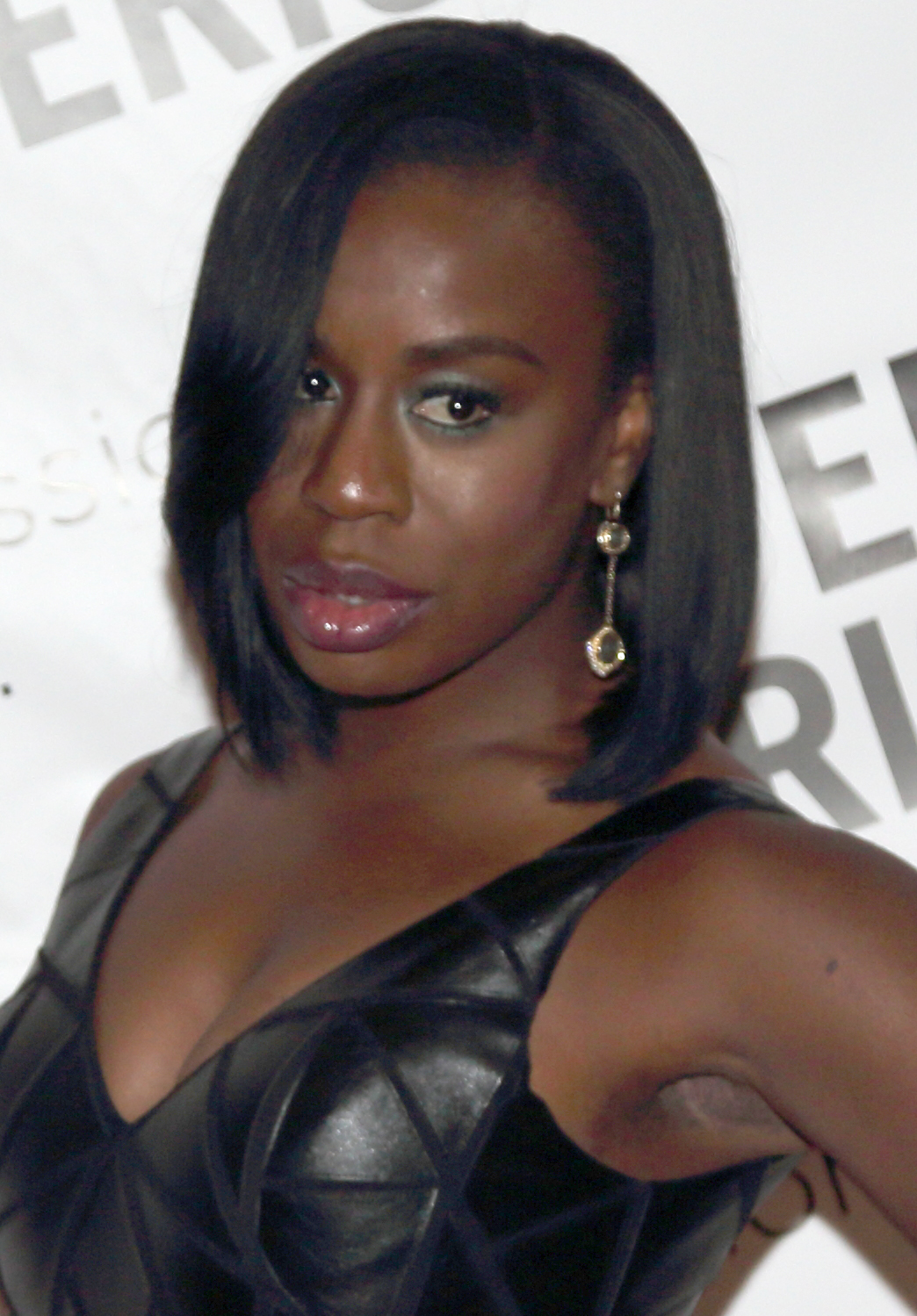
Uzo Aduba, người thắng giải Emmy cho nữ phụ phim chính kịch xuất sắc nhất

### Chương trình
| Phim hài kịch hay nhất | Phim chính kịch hay nhất |
| --- | --- |
| - Veep (HBO) - Louie (FX) - Modern Family (ABC) - Parks and Recreation (NBC) - Silicon Valley (HBO) - Transparent (Amazon) - Unbreakable Kimmy Schmidt (Netflix)                                                                                     | - Game of Thrones (HBO) - Better Call Saul (AMC) - Downton Abbey (PBS) - Homeland (Showtime) - House of Cards (Netflix) - Mad Men (AMC) - Orange Is the New Black (Netflix) |
| Chương trình đàm thoại đêm khuya hay nhất | Chương trình hài kịch tạp kỹ hay nhất |
| - The Daily Show with Jon Stewart (Comedy Central) - The Colbert Report (Comedy Central) - Jimmy Kimmel Live! (ABC) - Last Week Tonight with John Oliver (HBO) - Late Show with David Letterman (CBS) - The Tonight Show Starring Jimmy Fallon (NBC) | - Inside Amy Schumer (Comedy Central) - Drunk History (Comedy Central) - Key & Peele (Comedy Central) - Portlandia (IFC) - Saturday Night Live (NBC)                        |
| Phim ngắn (miniseries) hay nhất | Chương trình truyền hình thực tế hay nhất |
| - Olive Kitteridge (HBO) - American Crime (ABC) - American Horror Story: Freak Show (FX) - The Honorable Woman (SundanceTV) - Wolf Hall (PBS) | - The Voice (NBC) - The Amazing Race (CBS) - Dancing with the Stars (ABC) - Project Runway (Lifetime) - So You Think You Can Dance (Fox) - Top Chef (Bravo)                 |

### Diễn viên

#### Vai chính
| Nam chính phim hài kịch xuất sắc nhất | Nữ chính phim hài kịch xuất sắc nhất |
| --- | --- |
| - Jeffrey Tambor thủ vai Morton “Maura” Pfefferman trong Transparent (Tập: "The Letting Go") (Amazon) - Anthony Anderson thủ vai Andre “Dre” Johnson, Sr. trong Black-ish (Tập: "Sex, Lies, and Vasectomies") (ABC) - Don Cheadle thủ vai Marty Kaan trong House of Lies (Tập: "It’s a Box Inside a Box Inside a Box, Dipshit") (Showtime) - Louis C.K. thủ vai Louie trong Louie (Tập: "Bobby’s House") (FX) - Will Forte thủ vai Phil “Tandy” Miller trong The Last Man on Earth (Tập: "Alive in Tucson") (Fox) - Matt LeBlanc thủ vai Matt LeBlanc trong Episodes (Tập: "Episode Five") (Showtime) - William H. Macy thủ vai Frank Gallagher trong Shameless (Tập: "A Night to Remem... Wait, What?") (Showtime) | - Julia Louis-Dreyfus thủ vai Tổng thống Selina Meyer trong Veep (Tập: "Election Night") (HBO) - Edie Falco thủ vai Jackie Peyton trong Nurse Jackie (Tập: "I Say a Little Prayer") (Showtime) - Lisa Kudrow thủ vai Valerie Cherish trong The Comeback (Tập: "Valerie Is Taken Seriously") (HBO) - Amy Poehler thủ vai Leslie Knope trong Parks and Recreation (Tập: "One Last Ride") (NBC) - Amy Schumer thủ vai Amy / Various Characters trong Inside Amy Schumer (Tập: "Cool With It") (Comedy Central) - Lily Tomlin thủ vai Frankie Bergstein trong Grace and Frankie (Tập: "The Vows") (Netflix)      |
| Nam chính Phim chính kịch xuất sắc nhất | Nữ chính Phim chính kịch xuất sắc nhất |
| - Jon Hamm thủ vai Don Draper trong Mad Men (Tập: "Person to Person") (AMC) - Kyle Chandler thủ vai John Rayburn trong Bloodline (Tập: "Part 12") (Netflix) - Jeff Daniels thủ vai Will McAvoy trong The Newsroom (Tập: "What Kind of Day Has It Been") (HBO) - Bob Odenkirk thủ vai Jimmy McGill trong Better Call Saul (Tập: "Pimento") (AMC) - Liev Schreiber thủ vai Ray Donovan trong Ray Donovan (Tập: "Walk This Way") (Showtime) - Kevin Spacey thủ vai President Frank Underwood trong House of Cards (Netflix) | - Viola Davis thủ vai Professor Annalise Keating trong How to Get Away with Murder (Tập: "Freakin’ Whack-a-Mole") (ABC) - Claire Danes thủ vai Carrie Mathison trong Homeland (Tập: "From A to B and Back Again") (Showtime) - Taraji P. Henson thủ vai Loretha “Cookie” Lyon trong Empire (Tập: "Pilot") (Fox) - Tatiana Maslany thủ vai Various Characters trong Orphan Black (Tập: "Certain Agony of the Battlefield") (BBC America) - Elisabeth Moss thủ vai Peggy Olson trong Mad Men (Tập: "Person to Person") (AMC) - Robin Wright thủ vai First Lady Claire Underwood trong House of Cards (Netflix) |
| Nam chính phim ngắn (miniseries) hoặc truyền hình một tập xuất sắc nhất | Nữ chính phim ngắn (miniseries) hoặc truyền hình một tập xuất sắc nhất |
| - Richard Jenkins thủ vai Henry Kitteridge trong Olive Kitteridge (HBO) - Adrien Brody thủ vai Harry Houdini trong Houdini (History) - Ricky Gervais thủ vai Derek Noakes trong Derek: The Special (Netflix) - Timothy Hutton thủ vai Russ Skokie trong American Crime (ABC) - David Oyelowo thủ vai Peter Snowden trong Nightingale (HBO) - Mark Rylance thủ vai Thomas Cromwell trong Wolf Hall (PBS) | - Frances McDormand thủ vai Olive Kitteridge trong Olive Kitteridge (HBO) - Maggie Gyllenhaal thủ vai Nessa Stein trong The Honorable Woman (SundanceTV) - Felicity Huffman thủ vai Barbara “Barb” Hanlon trong American Crime (ABC) - Jessica Lange thủ vai Elsa Mars trong American Horror Story: Freak Show (FX) - Queen Latifah thủ vai Bessie Smith trong Bessie (HBO) - Emma Thompson thủ vai Mrs. Lovett trong Sweeney Todd: Live at the Lincoln Center (PBS) |

#### Vai phụ
| Nam phụ phim hài kịch xuất sắc nhất | Nữ phụ phim hài kịch xuất sắc nhất |
| --- | --- |
| - Tony Hale thủ vai Gary Walsh trong Veep (Tập: "East Wing") (HBO) - Andre Braugher thủ vai Đại úy Ray Holt trong Brooklyn Nine-Nine (Tập: "The Mole") (Fox) - Tituss Burgess thủ vai Titus Andromedon trong Unbreakable Kimmy Schmidt (Tập: "Kimmy Goes to School!") (Netflix) - Ty Burrell thủ vai Phil Dunphy trong Modern Family (Tập: "Crying Out Loud") (ABC) - Adam Driver thủ vai Adam Sackler trong Girls (Tập: "Close-Up") (HBO) - Keegan-Michael Key thủ vai Various Characters trong Key & Peele (Tập: "Sex Detective") (Comedy Central) | - Allison Janney thủ vai Bonnie Plunkett trong Mom (Tập: "Dropped Soap and a Big Guy on a Throne") (CBS) - Mayim Bialik thủ vai Dr. Amy Farrah Fowler trong The Big Bang Theory (Tập: "The Prom Equivalency") (CBS) - Julie Bowen thủ vai Claire Dunphy trong Modern Family (Tập: "Valentine’s Day 4: Twisted Sister") (ABC) - Anna Chlumsky thủ vai Amy Brookheimer trong Veep (Tập: "Convention") (HBO) - Gaby Hoffmann thủ vai Ali Pfefferman trong Transparent (Tập: "Rollin’") (Amazon) - Jane Krakowski thủ vai Jacqueline Voorhees trong Unbreakable Kimmy Schmidt (Episode: "Kimmy Gets a Job!") (Netflix) - Kate McKinnon thủ vai Khách mời trong Saturday Night Live (Tập: "Host: Taraji P. Henson") (NBC) - Niecy Nash thủ vai Denise “DiDi” Ortley trong Getting On (Tập: "The 7th Annual Christmas Card Competition") (HBO) |
| Nam phụ phim chính kịch xuất sắc nhất | Nữ phụ phim chính kịch xuất sắc nhất |
| - Peter Dinklage thủ vai Tyrion Lannister trong Game of Thrones (Tập: "Hardhome") (HBO) - Jonathan Banks thủ vai Mike Ehrmantraut trong Better Call Saul (Tập: "Five-O") (AMC) - Jim Carter thủ vai Charles Carson trong Downton Abbey (Tập: "A Moorland Holiday") (PBS) - Alan Cumming thủ vai Eli Gold trong The Good Wife (Tập: "Undisclosed Recipients") (CBS) - Michael Kelly thủ vai Doug Stamper trong House of Cards (Tập: "Chapter 27") (Netflix) - Ben Mendelsohn thủ vai Danny Rayburn trong Bloodline (Tập: "Part 12") (Netflix)         | - Uzo Aduba thủ vai Suzanne “Crazy Eyes” Warren trong Orange Is the New Black (Tập: "Hugs Can Be Deceiving") (Netflix) - Christine Baranski thủ vai Diane Lockhart trong The Good Wife (Tập: "Loser Edit") (CBS) - Emilia Clarke thủ vai Daenerys Targaryen trong Game of Thrones (Tập: "The Dance of Dragons") (HBO) - Joanne Froggatt thủ vai Anna Bates trong Downton Abbey (Tập: "Episode Eight") (PBS) - Lena Headey thủ vai Cersei Lannister trong Game of Thrones (Tập: "Mother’s Mercy") (HBO) - Christina Hendricks thủ vai Joan Harris trong Mad Men (Tập: "Lost Horizon") (AMC) |
| Nam phụ phim ngắn (miniseries) hoặc truyền hình một tập xuất sắc nhất | Nữ phụ phim ngắn (miniseries) hoặc truyền hình một tập xuất sắc nhất |
| - Bill Murray thủ vai Jack Kennison trong Olive Kitteridge (Tập: "Security") (HBO) - Richard Cabral thủ vai Hector Tonz trong American Crime (Tập: "Episode Ten") (ABC) - Damian Lewis thủ vai Henry VIII của Anh trong Wolf Hall (Tập: "Crows") (PBS) - Denis O’Hare thủ vai Stanley trong American Horror Story: Freak Show (Tập: "Pink Cupcakes") (FX) - Michael Kenneth Williams thủ vai Jack Gee trong Bessie (HBO) - Finn Wittrock thủ vai Daniel “Dandy” Mott trong American Horror Story: Freak Show (Tập: "Bullseye") (FX)                  | - Regina King thủ vai Aliyah Shadeed trong American Crime (Tập: "Episode Four") (ABC) - Angela Bassett thủ vai Desiree Dupree trong American Horror Story: Freak Show (Tập: "Show Stoppers") (FX) - Kathy Bates thủ vai Ethel Darling trong American Horror Story: Freak Show (Tập: "Edward Mordrake, Part 1") (FX) - Zoe Kazan thủ vai Denise Thibodeau trong Olive Kitteridge (Tập: "Pharmacy") (HBO) - Mo’Nique thủ vai Ma Rainey trong Bessie (HBO) - Sarah Paulson thủ vai Bette and Dot Tattler trong American Horror Story: Freak Show (Tập: "Tupperware Party Massacre") (FX) |

### Đạo diễn
| Đạo diễn phim hài kịch xuất sắc nhất | Đạo diễn phim chính kịch xuất sắc nhất |
| --- | --- |
| - Transparent (Tập: "Best New Girl"), Đạo diễn Jill Soloway (Amazon) - The Last Man on Earth (Tập: "Alive in Tucson"), Đạo diễn Phil Lord and Christopher Miller (Fox) - Louie (Tập: "Sleepover"), Đạo diễn Louis C.K. (FX) - Silicon Valley (Tập: "Sand Hill Shuffle"), Đạo diễn Mike Judge (HBO) - Veep (Tập: "Testimony"), Đạo diễn Armando Iannucci (HBO) | - Game of Thrones (Tập: "Mother’s Mercy"), Đạo diễn David Nutter (HBO) - Boardwalk Empire (Tập: "Eldorado"), Đạo diễn Tim Van Patten (HBO) - Game of Thrones (Tập: "Unbowed, Unbent, Unbroken"), Đạo diễn Jeremy Podeswa (HBO) - Homeland (Tập: "From A to B and Back Again"), Đạo diễn Lesli Linka Glatter (Showtime) - The Knick (Tập: "Method and Madness"), Đạo diễn Steven Soderbergh (Cinemax) |
| Đạo diễn chương trình đặc biệt xuất sắc nhất | Đạo diễn phim ngắn (miniseries) hoặc truyền hình một tập xuất sắc nhất |
| - The Daily Show with Jon Stewart (Tập: "Episode 20103"), Đạo diễn Chuck O'Neil (Comedy Central) - The Colbert Report (Tập: "Episode 11040"), Đạo diễn James Hoskinson (Comedy Central) - Inside Amy Schumer (Tập: "12 Angry Men Inside Amy Schumer"), Đạo diễn Amy Schumer và Ryan McFaul (Comedy Central) - Late Show with David Letterman (Tập: "Show 4214"), Đạo diễn Jerry Foley (CBS) - The Tonight Show Starring Jimmy Fallon (Tập: "Show 203"), Đạo diễn Dave Diomedi (NBC) | - Olive Kitteridge, Đạo diễn Lisa Cholodenko (HBO) - American Horror Story: Freak Show (Tập: "Monsters Among Us"), Đạo diễn Ryan Murphy (FX) - Bessie, Đạo diễn Dee Rees (HBO) - The Honorable Woman, Đạo diễn Hugo Blick (SundanceTV) - Houdini, Đạo diễn Uli Edel (History) - The Missing, Đạo diễn Tom Shankland (Starz) - Wolf Hall, Đạo diễn Peter Kosminsky (PBS)                              |

### Biên kịch
| Biên kịch phim hài kịch xuất sắc nhất | Biên kịch phim chính kịch xuất sắc nhất |
| --- | --- |
| - Veep (Tập: "Election Night"), Biên kịch Simon Blackwell, Armando Iannucci, và Tony Roche (HBO) - Episodes (Tập: "Episode Nine"), Biên kịch David Crane & Jeffrey Klarik (Showtime) - The Last Man on Earth (Tập: "Alive in Tucson"), Biên kịch Will Forte (Fox) - Louie (Tập: "Bobby’s House"), Biên kịch Louis C.K. (FX) - Silicon Valley (Tập: "Two Days of the Condor"), Biên kịch Alec Berg (HBO) - Transparent (Tập: "Pilot"), Biên kịch Jill Soloway (Amazon) | - Game of Thrones (Tập: "Mother’s Mercy"), Biên kịch David Benioff & D. B. Weiss (HBO) - The Americans (Tập: "Do Mail Robots Dream of Electric Sheep?"), Biên kịch Joshua Brand (FX) - Better Call Saul (Tập: "Five-O"), Biên kịch Gordon Smith (AMC) - Mad Men (Tập: "Lost Horizon"), Biên kịch Matthew Weiner & Semi Chellas (AMC) - Mad Men (Tập: "Person to Person"), Biên kịch Matthew Weiner (AMC)             |
| Biên kịch chương trình đặc biệt xuất sắc nhất | Biên kịch phim ngắn (miniseries) hoặc truyền hình một tập xuất sắc nhất |
| - The Daily Show with Jon Stewart (Comedy Central) - The Colbert Report (Comedy Central) - Inside Amy Schumer (Comedy Central) - Key & Peele (Comedy Central) - Last Week Tonight with John Oliver (HBO) | - Olive Kitteridge, Biên kịch Jane Anderson (HBO) - American Crime (Tập: "Episode One"), Biên kịch John Ridley (ABC) - Bessie, Biên kịch Dee Rees, Christopher Cleveland, Bettina Gilois, và Horton Foote (HBO) - Hello Ladies: The Movie, Biên kịch Stephen Merchant, Gene Stupnitsky, và Lee Eisenberg (HBO) - The Honorable Woman, Biên kịch Hugo Blick (SundanceTV) - Wolf Hall, Biên kịch Peter Straughan (PBS) |

## Các đề cử nhiều nhất
Hãng thông tấn
- 40 – HBO
- 14 – ABC
- 13 – FX / Netflix
- 10 – AMC / PBS
- 9 – NBC / Showtime
- 8 – CBS / Comedy Central
- 6 – Fox
- 5 – Amazon
- 4 – SundanceTV
- 3 – History
- 2 – Lifetime
- 1 – Acorn TV / BBC America / Bravo / Cinemax / IFC / Nat Geo

Chương trình
- 8 – American Horror Story: Freak Show
- 7 – Game of Thrones / Olive Kitteridge
- 6 – American Crime / Bessie / Mad Men / Veep
- 5 – Louie / Transparent / Wolf Hall
- 4 – Better Call Saul / The Honorable Woman / House of Cards
- 3 – Downton Abbey / Homeland / The Last Man on Earth / Modern Family / Silicon Valley / Unbreakable Kimmy Schmidt
- 2 – Bloodline / Episodes / The Good Wife / Orange Is the New Black / Parks and Recreation

## Các chiến thắng nhiều nhất
- Olive Kitteridge (HBO) – 6
- Game of Thrones (HBO) / Veep (HBO) – 4
- The Daily Show with Jon Stewart (Comedy Central) – 3
- Transparent (Amazon) – 2

## Dẫn chương trình
- Jaimie Alexander[9]
- Anthony Anderson
- Adrien Brody
- Mel Brooks
- Reg E. Cathey
- James Corden
- Jamie Lee Curtis
- Joan Cusack
- Viola Davis
- Tina Fey
- Will Forte
- Lady Gaga
- Ricky Gervais
- Maggie Gyllenhaal
- Colin Hanks
- Marcia Gay Harden
- Lena Headey
- Taraji P. Henson
- Terrence Howard
- Mindy Kaling
- Keegan-Michael Key
- Jimmy Kimmel
- Zachary Levi
- LL Cool J
- Rob Lowe
- Jane Lynch
- Seth Meyers
- Margo Martindale
- Ben McKenzie
- Tracy Morgan
- John Oliver
- Jordan Peele
- Amy Poehler
- Emma Roberts
- Gina Rodriguez
- Tracee Ellis Ross
- Fred Savage
- Liev Schreiber
- Amy Schumer
- John Stamos
- Eric Stonestreet
- Kerry Washington
- Bradley Whitford